# Crisi a Ceuta de 2021
La crisi a Ceuta de 2021 fa referència a la crisi migratòria i diplomàtica que va comportar l'entrada massiva per l'aigua de migrants cap a la ciutat autònoma espanyola Ceuta des del Marroc. Els fets van succeir el 17 de maig de 2021 quan milers de migrants van entrar de manera irregular principalment per la platja El Tarajal nedant sense cap actuació de la vigilància costanera marroquina. És l'entrada més massiva de persones de manera irregular registrada a Ceuta en els últims quinze anys. El govern espanyol va mobilitzar 200 efectius policials i també diverses unitats de l'exèrcit per reforçar les forces de seguretat. L'endemà, el Ministeri d'Interior d'Espanya va xifrar que hi van entrar 6.000 migrants i ha confirmat la devolució en calent de 2.700 d'ells.
Diverses fonts emmarquen aquest incident en la crisi diplomàtica entre els dos països que va esclatar a finals d'abril del mateix any perquè el govern espanyol va permetre l'entrada al país al líder del Front Polisario, Brahim Gali perquè rebés atenció mèdica. No obstant això, la ministra espanyola d'Afers Exteriors Arancha González Laya ho va negar, però va convocar a consultes a l'ambaixadora marroquina a Espanya.

## Antecedents
Espanya i el Marroc posseeixen un acord bilateral orientat a controlar l'arribada de migrants al territori espanyol. L'acord comporta la cooperació per part del país africà a l'hora de limitar l'accés a la frontera de les ciutats autònomes de Ceuta i Melilla; ambdues constitueixen enclavaments espanyols localitzats al nord del Marroc, i són l'únic punt d'entrada terrestre a la Unió Europea des del continent africà.
A l'abril de 2021, Brahim Gali, líder del Front Polisario —el principal moviment polític sahrauí que reivindica la descolonització i independència del Sàhara Occidental, ocupat en gran part pel Marroc—, va ser ingressat per COVID-19 i per un càncer digestiu que fa anys que té en un hospital de Logronyo amb una identitat falsa.
L'hospitalització va provocar una reacció negativa per part del govern marroquí, que va citar a l'ambaixador espanyol al país per a expressar el seu repudia davant l'acte, i la premsa afí a ells van criticar al govern que no hagués atorgat asil polític a l'exiliat Carles Puigdemont. Per la seva banda, el govern espanyol va respondre justificant l'entrada de Ghali en el territori espanyol «per raons estrictament humanitàries». A conseqüència d'això, va provocar una crisi diplomàtica entre Madrid i Rabat.

## Fets

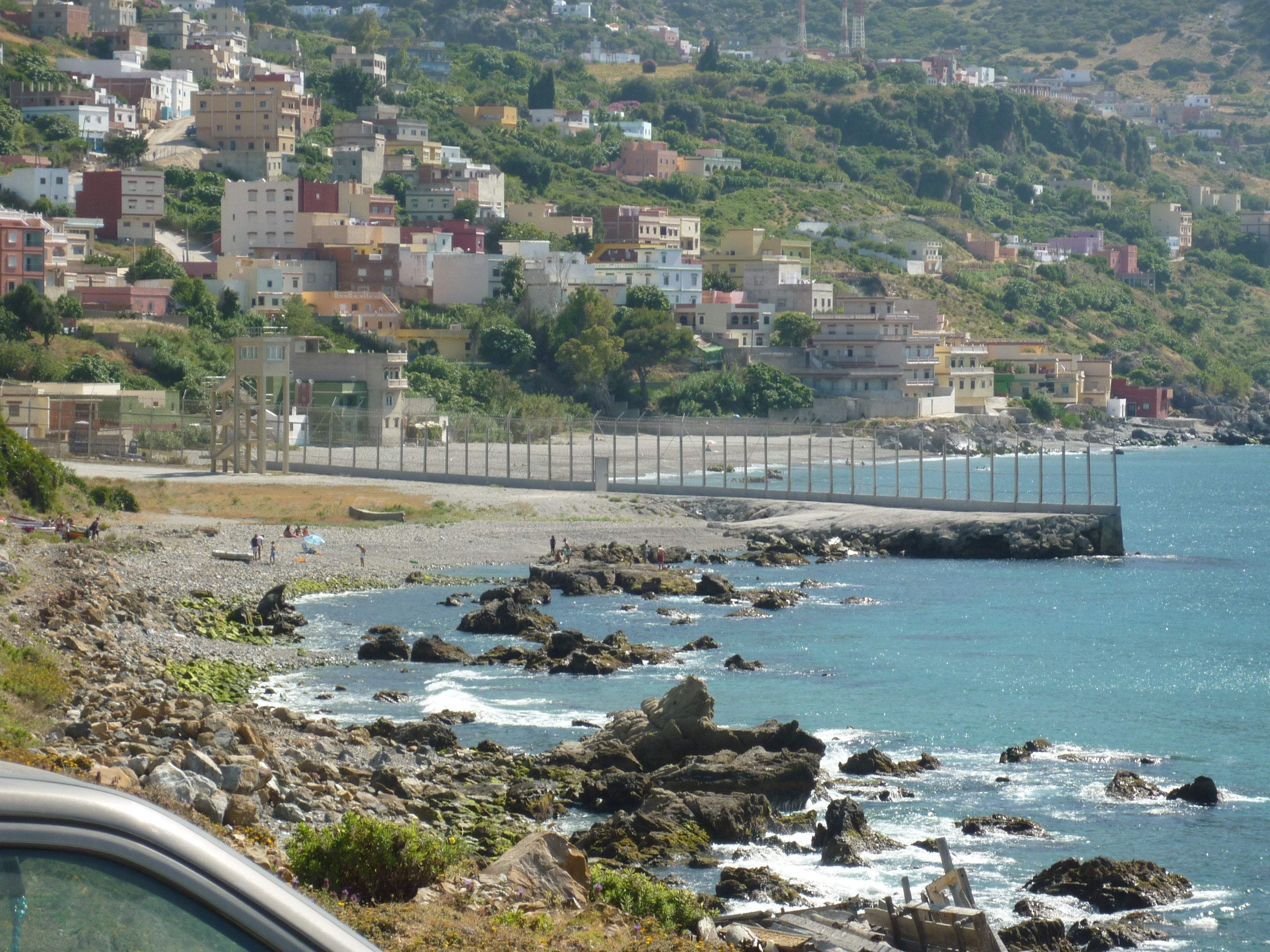
Un dels espigons barrats, a Benzú (Ceuta), per on es va realitzar l'entrada massiva

La nit del diumenge 16 de maig de 2021 es va deslligar el rumor que les forces de seguretat marroquines a la frontera entre el Marroc i la ciutat espanyola de Ceuta havien relaxat el control i permetien el pas. Segons declaracions de la policia espanyola, aquestes mostraven una «inusual passivitat».
En la matinada del 17 de maig de 2021, aproximadament a les 02.00 hores (GMT+1), una ona de migrants provinents del Marroc va començar a arribar a les costes de Ceuta de manera irregular. Entre el 17 i el 18 de maig van arribar a aquesta ciutat més de 8000 immigrants, entre els quals es trobaven aproximadament 1500 menors d'edat. La gran majoria d'ells va travessar la frontera nadant. L'arribada sobtada d'immigrants va provocar una crisi humanitària davant la incapacitat d'Espanya de bregar amb la situació.
El matí del 18 de maig, el president del govern espanyol, Pedro Sánchez, va anunciar que els arribats de manera irregular serien «retornats immediatament» segons l'acord bilateral signat entre Espanya i el Marroc. Així mateix, el Ministeri de Defensa d'Espanya va respondre mobilitzant a 200 agents de policia a la zona com a suport a les 1200 unitats encarregades de patrullar la frontera habitualment, que col·locarien vehicles blindats al llarg de la platja amb l'objectiu d'interceptar noves arribades. Voluntaris de la Creu Roja Espanyola també van acudir al lloc per a assistir a alguns immigrants que sofrien hipotèrmia i fatiga severa després de creuar nadant la zona de l'escullera que assenyala el límit entre els dos països. El govern espanyol va habilitar també un sistema de tramitació ràpida amb l'objectiu d'agilitar el procés de devolució. Alguns migrants van afirmar, a través de declaracions a El Diario, que la policia marroquina els havia deixat passar la frontera.
A mitja tarda del mateix dia, el govern espanyol va anunciar que havia tramitat l'expulsió de 4 000 immigrants. Els menors van ser traslladats a Piniers i a diferents bases navals de la zona, on se'ls va aplicar una quarantena segons la regulació habilitada davant la pandèmia de COVID-19.
El mateix dia, el govern va aprovar una partida de 30 milions d'euros destinats a fer costat al Marroc en el control de la seva frontera. En unes declaracions, Sánchez va animar al Marroc a «cooperar» i a garantir «el respecte a les fronteres mútues».
Així mateix, es va donar un flux major d'arribades a la ciutat autònoma de Melilla —també situada al nord del Marroc—, on 80 immigrants van creuar la doble tanca que separa les dues nacions.

### Desescalada de la tensió
La jornada del 19 de maig va resultar el punt d'inflexió en l'incident fronterer, després que el govern del Marroc donés ordres expresses de controlar el trànsit d'immigrants des del seu costat de la frontera.
Per a la matinada del dimecres, després de l'efecte del reforç policial marroquí a la frontera i les devolucions en calenta per part de les forces de seguretat espanyoles, el flux d'arribades s'havia reduït significativament; i, encara que aquestes encara es produïen, es donaven en grups reduïts i espaiades en el temps. Creu Roja va confirmar que el nombre de persones ateses va ser inferior al de les matinades dels dies anteriors.

## Reaccions internacionals
- Unió Europea
  - La presidenta de la Comissió Europea Ursula von der Leyen va expressar la seva solidaritat amb Ceuta i Espanya. Va piular que «necessitem solucions comunes de la UE per a la gestió de la migració. Això pot aconseguir-se amb un acord sobre el Nou Pacte sobre Migració».[18]
  - La comissària europea d'Interior, Ylva Johansson, va mostrar la seva preocupació i ha indicat que «el més important és que el Marroc continuï compromès en evitar les sortides de migrants irregulars i que els que no tinguin dret a quedar-se tornin de manera ordenada».[19]
- Àustria - El ministeri d'Afers Exteriors va emetre un comunicat donant suport a Espanya i va defensar que «Unes associacions migratòries més fortes amb tercers països, especialment amb socis clau com el Marroc, són crucials per a un sistema d'asil i migració creïble».[20]
- Croàcia - El ministre d'Afers Exteriors Gordan Grlić Radman va donar tot el suport a Espanya «pels seus esforços en la gestió de la crisi a la frontera exterior de la UE amb el Marroc i per a fer front al repte migratori».[21]
- Eslovènia - El primer ministre Janez Janša va expressar plena solidaritat amb Espanya en un tuit en castellà.[22]
- Grècia - El ministeri d'Afers Exteriors va expressar la seva plena solidaritat i suport a Espanya en un comunicat.
- Itàlia - L'exministre d'Interior d'Itàlia i líder del partit ultradretà Lliga Nord, Matteo Salvini, va aplaudir l'actuació del govern espanyol a la frontera amb Ceuta en tuit que deia en italià; «Espanya, amb un govern d'esquerra, enviarà l'exèrcit a la frontera per blocar l'entrada d'immigrants il·legals».[23]
- Marroc - L'ambaixadora marroquina a Espanya, Karima Benyaich, abans d'acudir a la convocatòria, va assegurar a Europa Press que «les relacions entre països hi ha actes que tenen conseqüències, i s'han d'assumir (en referència a la decisió espanyola de permetre l'hospitalització de Gali al seu territori)».[3]